# La Destinée de Jean Simon Castor
La Destinée de Jean Simon Castor est un roman de Gilbert Lascault paru le 1er mars 1981 aux éditions Christian Bourgois et ayant reçu, avec Boucles et Nœuds du même auteur, le prix France Culture la même année.

## Éditions
- La Destinée de Jean Simon Castor, éditions Christian Bourgois, 1981  (ISBN 2267002558)